# Kunstnersammenslutninger i Danmark
Idéen om at danne kunstnersammenslutninger i Danmark for billedkunstnere havde fra begyndelsen haft og har endnu for en dels vedkommende til formål at værne om de enkelte skabende kunstneres identitet. I modsætning hertil har andre landes grupperinger af kunstnere i kortere eller længere tid haft et fælles manifest eller en fælles kunstnerisk idé som grundlag.

## Grundlæggende princip
Det grundlæggende princip er, at sammenslutningernes medlemmer ikke udsættes for censur, men alene viser arbejder, som de selv kan stå inde for med deres talent og kunstneriske moral. Et andet princip er, at nye medlemmer optages gennem afstemning blandt de eksisterende medlemmer.
Det kønspolitiske aspekt viste sig allerede i dannelsen af den første sammenslutning. På Den Fries første udstilling var fem af de atten udstillere således kvinder. Kvindelige kunstnere måtte kæmpe en hård kamp såvel for at få samme undervisningsmuligheder som mænd på Kunstakademiet som med Charlottenborgcensuren og dermed adgang til at udstille. I det videre forløb optog kunstnersammenslutningerne i hovedsagen ikke kvinder, men vilkårene ændrede sig med tiden.

## Historien om de danske kunstnersammenslutninger
I 1701 vistes den første gruppeudstilling i Danmark. En grevelig mæcen, Carl Ahlefeldt, havde stillet stueetagen i sit hus ved Kongens Nytorv til rådighed for seks yngre kunstnere, som arbejdede for hoffet - men som gerne ville i kontakt med et bredere publikum. Nyhedsværdien var derfor stor, da Det Ahlefeldtske Palæ, der lå, hvor Hotel d´Angleterre nu befinder sig, den 21. oktober 1701 åbnede dørene for publikum til kunstudstillingen. Denne sammenslutningsudstilling skabte grundlaget for arbejdet hen mod et kunstnersamfund og et kunstakademi.
Stiftelsen af det nuværende Akademi For De Skønne Kunster fandt sted i 1754. Gruppeudstillinger genoptoges ikke efter de første års virksomhed, først stadig hos grev Carl Ahlefeldt, senere hos den mest anvendte af hofmalerne, Hendrik Krock, der døde 1732.
Den første egentlige kunstnersammenslutning i Danmark var Den Frie Udstilling, i dag kaldet Den Frie, som opstod som protest mod Kunstakademiets traditioner, både undervisningsmæssigt og udstillingsmæssigt. Året var 1891. Det var en stor nyskabelse inden for kunstlivet: hvert medlem havde lige rettigheder og forpligtelser, og fællesskabet gav større muligheder for at markere sig, lige som det var tilfældet med dannelsen af andelsforeninger og fagforeninger.
I 1915 stiftedes Grønningen; her gjorde sig atter en protest gældende, denne gang mod nogle forhold i Den Frie. Den første udstilling åbnede den 31. marts 1915. Senere fulgte sammenslutningerne Decembristerne i 1928, den ældste blandt sammenslutningerne i provinsen: Den Fynske Forårsudstilling i 1929, Corner og Koloristerne i 1932 og Kammeraterne i 1934.

## Oversigt over kunstnersammenslutningerne
Denne liste kan være ufuldstændig. Hjælp gerne med at fuldende den.
- 1891 Den Frie
- 1915 Grønningen
- 1921-30 De Fire
- 1928 Decembristerne
- 1929 Den Fynske Forårsudstilling
- 1932 Corner
- 1932-1949 Høstudstillingen (fra 1934 under navnet Høstudstillingen)
- 1932 Koloristerne
- 1934 Kammeraterne
- 1936-1942 Corner- og Høstudstillingen (midlertidigt udstillingsfællesskab)
- 1942 Vrå-udstillingen
- 1942 Cromisterne
- 1951-1982 Martsudstillingen
- 1957-1962 Den Jyske
- 1959 M 59
- 1962 PRO
- Efter 1962 Jylland
- 1963 Den Flexible
- 1966 POL 66
- 1968 Guirlanden
- 1968 Gyrr
- 1973 Huset i Asnæs
- 197? Violet Sol
- 1976 Zebra
- 1977 Stokrosebanden
- 1979 Ovalen
- 1980 Transit
- 1981 Leifsgade 22
- 1992 Den Gyldne Orgeltone i Nordisk Kunst
- 1993 Maj 93
- 2008 Den Gyldne